# Poa chaixii
Espèce
Classification phylogénétique
Poa chaixii, le pâturin des Sudètes ou pâturin de Chaix, est une espèce de plantes monocotylédones de la famille des Poaceae, originaire d'Eurasie. 
C'est une plante herbacée vivace, cespiteuse, assez commune notamment dans les zones montagneuses d'Europe.

## Description
Cette plante mesure entre 60 cm et 1 m de haut, ses feuilles lisses et dressées sont larges de 4 à 10 mm. Le pâturin des Sudètes est glabre, et présente une panicule oblongue à pyramidale.

## Distribution et habitat
Le Pâturin des Sudètes est commun dans les zones montagneuses d'Europe centrale, ainsi que d'Europe occidentale jusqu'à la Haute-Vienne[réf. nécessaire] en France.

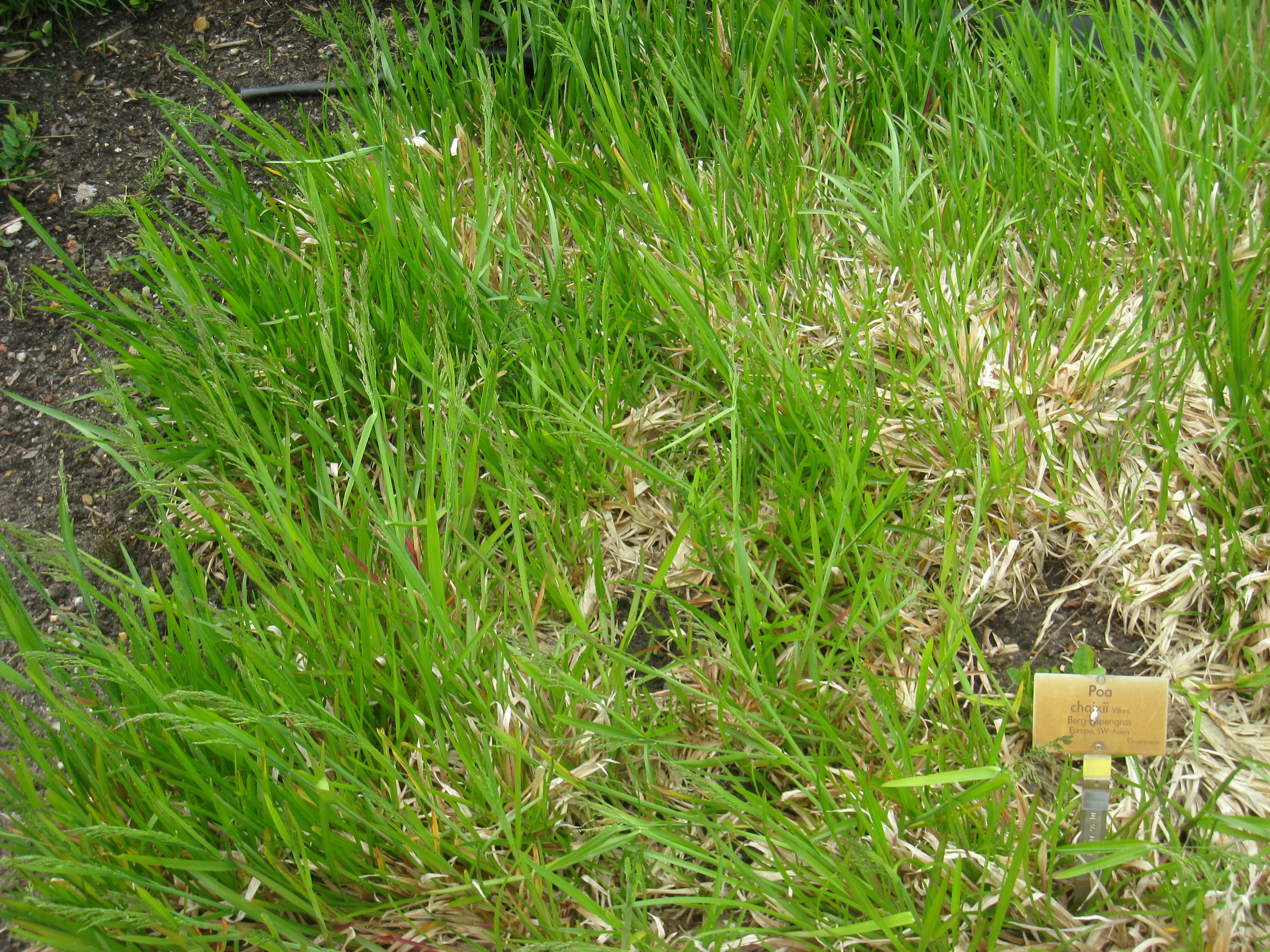
Port général de la plante.
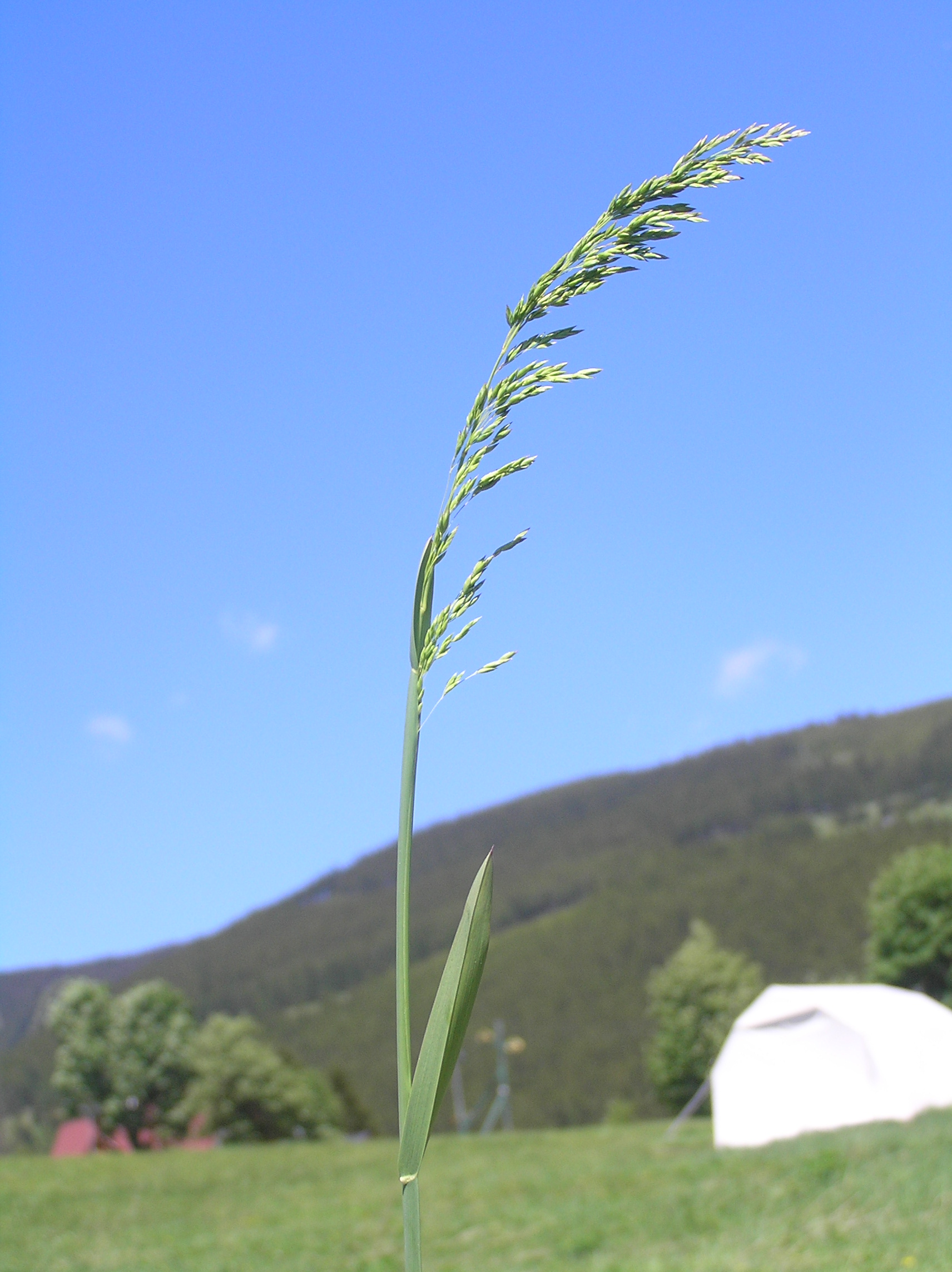
Inflorescence (panicule).